# Philipp Filtzinger
Philipp Filtzinger (* 19. Januar 1925 in Mainz-Mombach; † 12. Juni 2006 in Tübingen) war ein deutscher Archäologe.
Er promovierte im Fach Vor- und Frühgeschichte bei Kurt Bittel in Tübingen über den römischen Donau-Limes. Nach einer Anstellung am Rheinischen Landesmuseum in Bonn von 1964 bis 1968 kam er an das Württembergische Landesmuseum in Stuttgart, wo er die provinzialrömische Archäologie vertrat. Er war maßgeblich am Aufbau des Limesmuseums in Aalen beteiligt.
Filtzingers Forschungsschwerpunkte lagen im Bereich der provinzialrömischen Archäologie. Besondere Verdienste erwarb er sich um die Einführung der Luftbildarchäologie. Erste Versuche unternahm er 1953 für seine Dissertation mit einem Fesselballon.
1991 wurde ihm der Titel eines Honorarprofessors verliehen.

## Werke
- Limesmuseum Aalen – Großer Führer. Stuttgart 1971 (4. Auflage 1991)
- Novaesium V: Die römische Keramik aus dem Militärbereich von Novaesium (= Limesforschungen. Band 11). Gebr. Mann, Berlin 1972, ISBN 3-7861-1052-2.
- mit Dieter Planck, Bernhard Cämmerer: Die Römer in Baden-Württemberg. Stuttgart 1976 (3. Auflage 1986)
- Hic saxa loquuntur – Hier reden die Steine. Schriften des Limes-Museums Aalen, Nr. 25. Stuttgart 1980
- Limesmuseum Aalen. Stuttgart 1981
- Arae Flaviae – Das römische Rottweil (= Schriften des Limesmuseums Aalen. Nummer 49). Stuttgart 1995 (Überarbeitete Online-Ausgabe (Memento vom 16. Dezember 2014 im Internet Archive)).